# 阿武隈急行線
阿武隈急行線（あぶくまきゅうこうせん）は、福島県福島市の福島駅から宮城県柴田郡柴田町の槻木駅に至る、阿武隈急行が運営する鉄道路線である。旧日本国有鉄道（国鉄）特定地方交通線および日本鉄道建設公団建設線であった丸森線（まるもりせん）を引き継ぎ、阿武隈急行の路線として1986年（昭和61年）7月1日に丸森駅 - 槻木駅間で先行開業。1988年（昭和63年）7月1日に全通し、第三セクター鉄道としては初の全線交流電化路線となった。
地元では「あぶきゅう」の愛称で親しまれている。

## 路線データ
- 管轄（事業種別）：阿武隈急行（第一種鉄道事業者）
- 建設主体：日本鉄道建設公団（現 独立行政法人 鉄道建設・運輸施設整備支援機構）
- 区間（営業キロ）：福島駅 - 槻木駅 54.9 km[1]（福島駅 - 矢野目信号場間の4.7 km)は、東日本旅客鉄道（JR東日本）東北本線との重複区間）
- 軌間：1067 mm
- 駅数：24駅[1][2]（起終点駅含む。他に信号場1）
  - うち有人駅は福島駅、保原駅、梁川駅、丸森駅、角田駅の5駅
- 複線区間：福島駅 - 矢野目信号場 4.7 km（上記参照）
- 電化区間：全線（交流50 Hz・20,000 V）
- 閉塞方式：単線自動閉塞式（福島駅 - 矢野目信号場は複線自動閉塞式）
- 最高速度：95 km/h[5]
- IC乗車カード対応区間：なし
- 保安装置：ATS-Ps[6]

第三セクター転換時に駅の有効長が短縮され、一部駅の交換設備設置が見送られており、ポイント型の不自然な曲線や駅構内・周辺の空地があちこちに存在する。
福島駅と槻木駅で東北本線と接続していて、一部列車が槻木駅から東北本線仙台駅まで乗り入れているが、同様に同駅に乗り入れている仙台空港アクセス線と異なり、線内でSuicaなどのICカードの使用はできない。ただし、福島駅、保原駅、梁川駅、角田駅、丸森駅に限り券売機でQRコード決済やクレジットカードで乗車券が購入できる。なお、あぶくま駅 - 槻木駅間では仙台まるごとパスが利用できる。

## 歴史
阿武隈急行線は部分開業していた国鉄の丸森線を、沿線自治体が設立した会社が継承して全線開通させた鉄道路線である。その建設の過程から運営主体の移管までは紆余曲折があった。

### 丸森線開業まで
現在の東北本線の前身に当たる日本鉄道は、明治時代の中頃に東京市から青森県に向かって鉄道路線を敷設していった。福島から阿武隈川沿いの保原、梁川、丸森、角田を経由して槻木に至る、現在の阿武隈急行線に相当する経路は、福島県と宮城県の間の鉄道敷設に当たって検討されていたルートの一つであった。しかし最終的にこの経路は採用されず、日本鉄道は奥州街道沿いの、現在の東北本線の経路で鉄道を敷設した。
その後、角田地方の有志が鉄道の誘致に向けて動き出し、1922年（大正11年）には鉄道敷設法で「福島県福島より宮城県丸森を経て福島県中村に至る鉄道及び丸森より分岐して白石に至る鉄道」が規定されたものの、それ以上の進展はなかった。太平洋戦争後になると再び鉄道誘致の運動が起こるようになり、宮城県伊具地方の5町12村が「伊具鉄道貫通期成同盟会」を、福島県の4町17村が「阿武隈川鉄道敷設同盟会」を結成して、地元選出の国会議員を通じて国に働きかけを行った。この頃、輸送量の増加に伴って、東北本線の福島県内、特に福島駅前後の急勾配の介在する区間が鉄道輸送上の隘路となり、上野駅と仙台駅以北を結ぶほとんどの優等列車は勾配の緩い常磐線経由で運転されていた。東北本線自体の輸送力増強も急務となってきており、勾配緩和の必要性もあった。改正鉄道敷設法別表第27号に「福島縣福島ヨリ宮城縣丸森ヲ經テ中村ニ至ル鐵道及丸森ヨリ分岐シテ白石ニ至ル鐵道」として計画されていた予定線のうち、阿武隈川に沿う部分が迂回路として注目され、1953年（昭和28年）8月に第21号の2「宮城縣槻木附近ヨリ丸森ニ至ル鐵道」が予定線に追加された。
その後、この予定線は1957年（昭和32年）に経済調査線となり、1959年（昭和34年）には建設線となった。宮城・福島両県の計画沿線上の自治体は足並みを揃えて鉄道敷設を促進する運動を続け、この年に「丸森線敷設促進期成同盟会」を結成し、1962年（昭和37年）にはこれに福島市が加盟した。建設線に移行して実現に近づいた丸森線であったが、一方で東北本線の複線化と電化は部分的に進捗しており、これとの関連を調査の上で審議するという付帯条件を付けられていた。これは、福島駅から槻木駅までの区間を、東北本線と丸森線のどちらかを幹線として整備するか検討するという事を意味し、この時に宮城県白石市は白石付近の東北本線の支線化を恐れて、東北本線の幹線機能維持運動を行った。しかし、東北本線の輸送力は逼迫しており、国鉄は1960年（昭和35年）に東北本線の福島駅から仙台駅までの電化に着手した。
1961年（昭和36年）、鉄道建設審議会は丸森線の着工を承認した。丸森線は主要幹線に相当する「C線」とされ、東北本線の輸送力強化のためのバイパス線として、1962年（昭和37年）5月27日に丸森線の起工式が行われた。起工式は阿武隈山中の丸森町小滝地内で、起工を祝う祝賀式は同日に丸森町の伊具農産高講堂で開催された。
建設工事は1964年（昭和39年）から本格化し、1968年（昭和43年）1月に槻木駅から丸森駅までの区間がほぼ完成した。道床固めを兼ねて機関車が試運転を始め、次に建築限界測定車が走行した。

### 国鉄丸森線
こうして丸森線は1968年（昭和43年）4月1日に槻木駅から丸森駅まで部分開業した。ディーゼル機関車が牽引する6両編成の客車による、丸森駅6時23分発仙台駅行きが一番列車であり、丸森町長や国鉄仙台鉄道管理局の関係者によるテープカットの後、約700人の周辺住人に見送られて丸森駅を出発した。槻木駅でも10時過ぎに、当時の運輸大臣代理として運輸省国鉄部長黒住忠行、鉄道建設公団副総裁篠原武司、宮城県副知事山本壮一郎等が出席して祝賀列車の出発式が行われた。また、仙台に本社を置く地方新聞である河北新報社は社機から紅白のパラシュートで「丸森線開通おめでとう」というメッセージを投下して、鉄道の開通を祝った。一方、東北本線全区間での複線化と電化はこの年に完了した。
仙台鉄道管理局は丸森線の利用者数を1日当たり1300人から1700人と見積もっていた。実際には、開通当初の丸森線の1日当たりの利用者数は平均650人で、事前の予測を下回った。丸森駅から先の福島駅までの工事は続けられていたが、東北本線が複線化・電化され、常磐線も全線電化されたことでバイパス線機能を失ったこともあり、その進捗は遅滞した。事前の計画では丸森線は1971年（昭和46年）に福島駅まで全線開通する予定であったが実現せず、先行きは不透明であった。
非電化の行止り線のままとなった丸森線の先行開業区間は、C線（主要幹線）規格が災いし、駅が市街地から離れているなど沿線からの集客が考慮されなかったことから、乗客数は伸びなかった。赤字83線には指定されなかったものの、1971年（昭和46年）には営業係数が2404となり、宇品線や根北線と共に「日本有数の赤字線」として鉄道ファンなどに知られていた時期もあった。この頃、国鉄の経営赤字は深刻さを増しており、1980年（昭和55年）12月27日に国鉄再建法が施行されると、丸森線は翌年に第1次特定地方交通線として承認され、ほとんど路盤の完成していた建設線も工事が凍結された。この時、丸森線のレールは福島側の東北本線との分岐点である矢野目信号場まで残り800メートルという所まで敷設されていた。沿線の自治体は部分開業している丸森線の特殊性を訴えたが、国鉄は全線開通しても採算は取れないと主張してこれを切り捨て、丸森線の第三セクター鉄道への転換、もしくは鉄道線廃止によるバス転換は避けられない状況になった。
福島・宮城両県と沿線の市町は第三セクター鉄道への転換を選択し、丸森線を引き継ぐ阿武隈急行株式会社を設立することになった。この時に問題になったのが福島県内でバス事業や鉄道事業を営む福島交通であった。福島交通は丸森線の計画線沿線にバス路線を持ち、当初は利害関係が生じる鉄道の開通に否定的であった。福島交通に対する説得は難航したが、福島交通が阿武隈急行の株式の51パーセントを保有して筆頭株主になる事と、阿武隈急行が福島交通の社員50人を引き取る事の二つの条件をもって、福島交通が阿武隈急行に参加することになった。「東北の政商」と呼ばれ福島交通を経営していた小針暦二が、同社のバス路線と競合する丸森線の全線開通に反対しているという噂があったが、1993年に行われた小針への臨床尋問の中で、「私が反対していた」と事実であることを認めている。

### 阿武隈急行線
丸森線の真価は全線開通してこそ発揮できるため、阿武隈急行側は全線開通後の開業を主張したが、結局、国鉄の分割民営化に先立って、1986年（昭和61年）7月1日に丸森線先行開業区間をそのまま阿武隈急行線として、阿武隈急行独自の塗装に変更したキハ22形気動車5両 (148, 152, 159, 160, 162) を国鉄から借入れて営業を開始した。また、線路規格をAB線（地方開発線・地方新線）に変更して中断していた工事を再開した。
阿武隈急行線の全線開通および電化は1988年（昭和63年）に完成し、これに合わせて新形式の車両8100系電車9編成18両が落成した。7月1日に開通を祝う式典が梁川駅で行われ、10時41分に槻木駅行きと福島駅行きの列車が同時に発車した。7月中の阿武隈急行線の利用者数は1日平均9261人であり、事前の予想を20パーセント上回る出だしであった。また、福島交通は阿武隈急行線に関連するバス路線6系統を廃止、3系統を減便、2系統を短縮、1系統を新設した。

#### 東日本台風（台風19号）による不通
2019年（令和元年）10月12日、東日本台風（台風19号）により甚大な被害を受け、全線が不通となった。富野駅 - 丸森駅間以外は12月6日までに復旧したが、宮城県庁は同区間について同年11月、輸送量が少ないことから鉄道として復旧しない可能性を示唆していた。2020年（令和2年）4月には、同年夏を目処に車両や乗務員を往来させるための仮復旧を行う方針であることが報道された。同年6月27日には仮復旧が実施されるとともに、同年10月を目処に旅客営業の再開を目指すことが報道された。そして10月31日に全線の運転を再開した。

#### 存廃問題
前述の台風19号や福島県沖地震といった災害、コロナ禍による利用客減少、沿線の人口減少などにより阿武隈急行の経営は厳しく、2024年に宮城県柴田町が補助金の負担割合について合意できていないとして補助金の支払いを停止したことを機に、福島県側に比べて利用者が少ない宮城県側ではBRTへの転換を含めた存廃論議が起きた。福島県側では通学や通勤の足として鉄路の維持を求めており、同年10月に負担割合を見直すことで宮城県側も鉄路を維持することで合意した。
鉄路維持のため宮城県丸森町は2024年10月15日から2025年1月12日までクラウドファンディングで全国から支援を呼び掛けている。

### 年表
- 1961年（昭和36年）5月12日 鉄道建設審議会において福島駅 - 槻木駅間（現在の当線の全線）が工事線に格上された[35]。
- 1964年（昭和39年）12月1日 槻木駅 - 丸森駅間（Google マップ）の路盤工事に着手[35]。
- 1966年（昭和41年）9月30日 福島駅 - 丸森駅間（Google マップ）の路盤工事に着手[35]。
- 1968年（昭和43年）4月1日 槻木駅 - 丸森駅 (17.4 km) が丸森線として開業[3]。横橋駅、岡駅、角田駅、丸森駅を新設。東北本線槻木駅 - 仙台駅間に乗り入れ開始[36]。
- 1981年（昭和56年）9月18日 特定地方交通線として廃止承認[35]。
- 1986年（昭和61年）7月1日 国鉄丸森線の槻木駅 - 丸森駅 (17.4 km) が廃止。同区間が阿武隈急行の阿武隈急行線として転換開業[4]。横倉駅、南角田駅、北丸森駅を新設、横橋駅を東船岡駅に改称。
- 1988年（昭和63年）7月1日 福島駅 - 丸森駅 (37.5 km) が延伸開業して全線開通[37]。卸町駅、瀬上駅、向瀬上駅、高子駅、上保原駅、保原駅、大泉駅、二井田駅、新田駅、梁川駅、やながわ希望の森公園前駅、富野駅、兜駅、あぶくま駅[37]と矢野目信号場を新設。福島駅（矢野目信号場） - 槻木駅が電化（交流50 Hz・20 kV）され、全線電化完了[35][37]。東北本線郡山駅 - 阿武隈急行線富野駅間で相互直通運転開始[37][38]。
- 2000年（平成12年）
  - 1月4日 日本鉄道建設公団国鉄清算事業本部から無償貸与されていた鉄道施設を無償譲渡される[35][39]。
  - 3月11日 福島学院前駅を新設。
- 2005年（平成17年）12月10日 梁川駅 - 槻木駅間の一部の列車でワンマン運転を拡大。
- 2006年（平成18年）3月18日 梁川駅 - 槻木駅間のほとんどの列車がワンマン運転化。福島駅を早朝5-6時台に発着する列車と、日中の11-14時台に発着する列車がワンマン運転を開始。夜の槻木駅発の最終列車が金・土曜日・休前日に限り梁川駅まで延長される。
- 2008年（平成20年）10月30日 JRからの譲渡車A417系が富野駅 - 福島駅間の朝限定で運用開始、2009年3月16日からは平日夕方にも運用拡大。
- 2011年（平成23年）
  - 3月11日 東北地方太平洋沖地震（東日本大震災）が発生。地震直後から全線で運転を見合わせ[35]。
  - 4月6日 梁川駅 - 保原駅間で運転を再開。なおサービス列車としての運行であり運賃は無料であった。
  - 4月13日 梁川駅 - 富野駅間で運転を再開。引き続きサービス列車としての運行であり運賃は無料であった。
  - 4月18日 瀬上駅 - 保原駅間と角田駅 - 槻木駅間が運転を再開。
  - 4月28日 福島駅 - 瀬上駅間が運転を再開。
  - 5月16日 富野駅 - 角田駅間が運転を再開。これにより、全線復旧[35]。
- 2016年（平成28年）3月26日 A417系定期運用離脱。5月28日の臨時列車で最終運行[40]。
- 2017年（平成29年）3月4日 JR線との通過連絡運輸を廃止。
- 2019年（令和元年）
  - 7月1日 AB900系の運用開始[41][42]。
  - 10月12日 令和元年東日本台風（台風19号）の影響により全線で運休。あぶくま駅のホーム流失や、沿線各所で土砂流入や路盤流失等の被災箇所が多数発生[43][44][45]。
  - 10月15日 福島駅 - 梁川駅間で運転を再開[44][46]。
  - 10月21日 丸森 - 槻木間で救済バス（無料）の運行を開始[47]。
  - 10月23日 梁川駅 - 富野駅間で運転を再開[44][48]。
  - 12月6日 丸森駅 - 槻木駅間で運転を再開[44][49]。
- 2020年（令和2年）
  - 5月18日 この日夕方より初のAB900系による仙台駅直通運用が開始[50]。
  - 6月27日 富野駅 - 丸森駅間で回送列車のみ運行再開[51]。丸森駅 - 槻木駅間で、増便を含むダイヤ改正実施[52][53]。
  - 7月1日 AB900系運行開始記念乗車券・フリー乗車券の限定販売を開始[54]。
  - 10月31日 富野駅 - 丸森駅間で運転を再開[55][30]。
- 2021年（令和3年）
  - 2月14日 13日23時に起きた福島県沖地震により全線終日運休[56]。15日始発から通常運転[57]。
- 2022年（令和4年）
  - 3月17日 前日に起きた福島県沖地震により全線不通となる[58]。
  - 4月18日 丸森駅 - 槻木駅間で運転を再開[59][60]。
  - 4月25日 梁川駅 - 丸森駅間で運転を再開[59]。
  - 5月23日 保原駅 - 梁川駅間で運転を再開[61][62]。
  - 6月27日 福島駅 - 保原駅間で運転を再開[63]。

## 運転
全列車が各駅に停車する普通列車である。

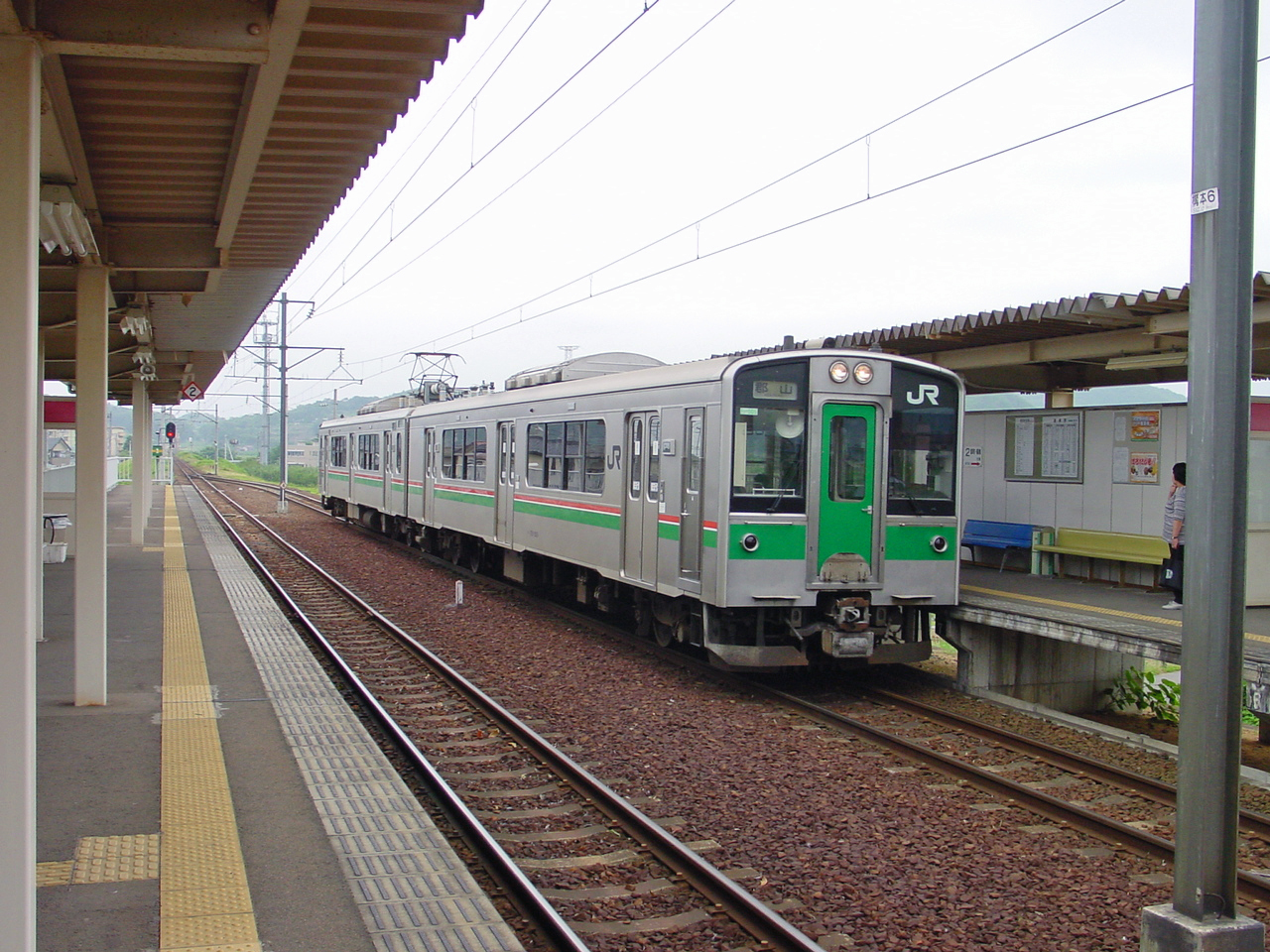
瀬上駅に到着するJR東日本701系電車（2003年7月）

全線開業以来、福島駅 - 槻木駅間の全線を通して運転する列車が設定されていたが、東日本台風の被害から復旧し、富野駅 - 丸森駅間の営業運転を再開した2020年（令和2年）10月31日からの臨時ダイヤからは、全線通し運転列車が一旦消滅した。通常運行に戻った2021年3月13日改正のダイヤでは、災害や輸送障害時に遅延や運休の拡大を抑えるため、福島駅 - 梁川駅間、梁川駅 - 丸森駅間、丸森駅 - 槻木駅間の3区間に車両運用が分けられた。しかし、2024年3月16日のダイヤ改正からは全線通し列車が復活し、概ね台風被災前のダイヤに戻った。
福島駅発着列車は、福島駅 - 梁川駅・富野駅間で、おおむね2時間に3本程度運転されている。
梁川駅 - 槻木駅間はおおむね1時間に1本程度設定されており、一部列車はこの区間を通し運転しているが、大半は丸森駅で乗り換えとなるダイヤとなっている。また、丸森駅 - 槻木駅間の区間列車（梁川駅方面への接続なし）も別に設定されている。
2021年（令和3年）3月のダイヤ改正では、丸森駅 - 槻木駅間の始発・最終が東北本線の始発・最終に接続するように変更され、丸森駅発槻木駅行き始発は34分繰り上げられ、槻木駅発丸森駅行き最終は1時間34分繰り下げられた。特に、最終列車は槻木駅0:30着から接続を受けるため、槻木駅0:34発・丸森駅0:56着と非常に遅いものとなった。しかし、2023年（令和5年）3月のダイヤ改正で最終のみ42分繰り上げられ、槻木駅23:52発・丸森駅0:14着となった。さらに2024年（令和6年）3月のダイヤ改正で当該列車が廃止され、最終に関しては2021年（令和3年）3月のダイヤ改正以前の水準に戻った。
朝夕の2往復は阿武隈急行の車両が東北本線槻木駅 - 仙台駅間に乗り入れる片方向直通運転を行っている（このうち、朝の仙台駅発と、夕方の梁川駅発は、土曜・休日は「ホリデー宮城おとぎ街道号」として運転される）。かつては東北本線福島駅 - 郡山駅間とも相互直通運転を行っていた（JRの車両は455系または701系が乗り入れた）が、2004年（平成16年）3月13日のダイヤ改正で廃止された。
東北本線直通列車を除く大半の列車がワンマン運転を実施している。
国鉄時代はわずか5往復しか運行されていなかった。

## 利用状況

### 輸送実績
阿武隈急行線の輸送実績を下表に記す。
表中、輸送人員は年度での値で単位は万人。表中、最高値を赤色で、最高値を記録した年度以降の最低値を青色で、最高値を記録した年度以前の最低値を緑色で表記している。
| 年度別輸送実績     | 年度別輸送実績                  | 年度別輸送実績                  | 年度別輸送実績                  | 年度別輸送実績                  | 年度別輸送実績  | 年度別輸送実績     |
| 年 度              | 輸送実績（乗車人員）：万人/年度 | 輸送実績（乗車人員）：万人/年度 | 輸送実績（乗車人員）：万人/年度 | 輸送実績（乗車人員）：万人/年度 | 輸送密度 人/1日 | 特 記 事 項        |
| ------------------ | ------------------------------- | ------------------------------- | ------------------------------- | ------------------------------- | --------------- | ------------------ |
| 年 度              | 通勤定期                        | 通学定期                        | 定 期 外                        | 合 計                           | 輸送密度 人/1日 | 特 記 事 項        |
| 1986年（昭和61年） | 11.3                            | 11.5                            | 22.3                            | 45.1                            | 1,207           | 国鉄より転換・開業 |
| 1987年（昭和62年） | 16.9                            | 22.0                            | 30.9                            | 69.8                            | 1,391           |                    |
| 1988年（昭和63年） | 29.0                            | 46.9                            | 111.8                           | 187.7                           | 1,753           | 延伸開業・全通     |
| 1989年（平成元年） | 44.7                            | 73.8                            | 129.1                           | 247.6                           | 1,804           |                    |
| 1990年（平成2年）  | 48.4                            | 90.9                            | 140.4                           | 279.7                           | 2,049           |                    |
| 1991年（平成3年）  | 53.4                            | 103.4                           | 150.1                           | 306.9                           | 2,266           |                    |
| 1992年（平成4年）  | 55.8                            | 111.3                           | 151.8                           | 318.9                           | 2,350           |                    |
| 1993年（平成5年）  | 58.3                            | 113.3                           | 147.6                           | 319.2                           | 2,351           |                    |
| 1994年（平成6年）  | 57.7                            | 113.8                           | 144.8                           | 316.3                           | 2,304           |                    |
| 1995年（平成7年）  | 58.4                            | 118.6                           | 148.1                           | 325.1                           | 2,322           |                    |
| 1996年（平成8年）  | 56.9                            | 120.2                           | 146.0                           | 323.1                           | 2,315           |                    |
| 1997年（平成9年）  | 59.3                            | 114.3                           | 143.3                           | 316.9                           | 2,270           |                    |
| 1998年（平成10年） | 61.0                            | 111.2                           | 138.6                           | 310.8                           | 2,245           |                    |
| 1999年（平成11年） | 56.6                            | 113.8                           | 134.6                           | 305.0                           | 2,190           | 福島学院前駅開業   |
| 2000年（平成12年） | 54.2                            | 117.3                           | 139.0                           | 310.5                           | 2,176           |                    |
| 2001年（平成13年） | 54.3                            | 116.8                           | 134.7                           | 305.8                           | 2,140           |                    |
| 2002年（平成14年） | 52.6                            | 112.8                           | 131.2                           | 296.6                           | 2,060           |                    |
| 2003年（平成15年） | 52.1                            | 109.7                           | 126.9                           | 288.7                           | 2,000           |                    |
| 2004年（平成16年） | 54.0                            | 104.9                           | 123.7                           | 282.6                           | 1,930           |                    |
| 2005年（平成17年） | 53.5                            | 104.4                           | 123.8                           | 281.7                           | 1,926           |                    |
| 2006年（平成18年） | 54.9                            | 101.4                           | 120.3                           | 276.6                           | 1,879           |                    |
| 2007年（平成19年） | 54.0                            | 96.3                            | 118.3                           | 268.6                           | 1,833           |                    |
| 2008年（平成20年） | 57.0                            | 96.2                            | 115.2                           | 268.4                           | 1,857           |                    |
| 2009年（平成21年） | 57.2                            | 91.0                            | 108.6                           | 256.8                           | 1,762           |                    |
| 2010年（平成22年） | 55.7                            | 87.4                            | 101.2                           | 244.3                           | 1,810           |                    |
| 2011年（平成23年） | 46.2                            | 72.5                            | 87.4                            | 206.0                           | 1,500           |                    |
| 2012年（平成24年） | 59.4                            | 86.7                            | 106.3                           | 252.4                           | 1,801           | [ 69 ]             |
| 2013年（平成25年） | 60.6                            | 88.2                            | 109.6                           | 258.5                           | 1,838           | [ 69 ]             |
| 2014年（平成26年） | 63.9                            | 90.9                            | 104.7                           | 259.4                           | 1,833           | [ 69 ]             |
| 2015年（平成27年） | 66.8                            | 88.6                            | 103.9                           | 259.3                           | 1,827           | [ 69 ]             |
| 2016年（平成28年） | 66.9                            | 84.1                            | 100.9                           | 251.9                           | 1,803           | [ 69 ]             |
| 2017年（平成29年） | 65.0                            | 83.9                            | 99.1                            | 248.0                           | 1,764           | [ 69 ]             |
| 2018年（平成30年） | 64.4                            | 84.9                            | 98.0                            | 247.3                           | 1,755           |                    |
| 2019年（令和元年） | 60.5                            | 70.7                            | 85.4                            | 216.6                           | 1,456           |                    |
| 2020年（令和2年）  |                                 |                                 |                                 |                                 |                 |                    |

### 収入実績
阿武隈急行線の収入実績を下表に記す。
表中、収入の単位は千円。数値は年度での値。表中、最高値を赤色で、最高値を記録した年度以降の最低値を青色で、最高値を記録した年度以前の最低値を緑色で表記している。
| 年度別収入実績     | 年度別収入実績          | 年度別収入実績          | 年度別収入実績          | 年度別収入実績          | 年度別収入実績          | 年度別収入実績     | 年度別収入実績   |
| 年 度              | 旅客運賃収入：千円/年度 | 旅客運賃収入：千円/年度 | 旅客運賃収入：千円/年度 | 旅客運賃収入：千円/年度 | 旅客運賃収入：千円/年度 | 運輸雑収 千円/年度 | 総合計 千円/年度 |
| ------------------ | ----------------------- | ----------------------- | ----------------------- | ----------------------- | ----------------------- | ------------------ | ---------------- |
| 年 度              | 通勤定期                | 通学定期                | 定 期 外                | 手小荷物                | 合 計                   | 運輸雑収 千円/年度 | 総合計 千円/年度 |
| 1986年（昭和61年） | 25,300                  | 18,775                  | 72,096                  | 1                       | 116,172                 | 9,025              | 125,196          |
| 1987年（昭和62年） | 36,759                  | 35,929                  | 99,257                  | 0                       | 171,945                 | 10,858             | 182,803          |
| 1988年（昭和63年） | 72,057                  | 86,738                  | 426,032                 | 0                       | 584,827                 | 24,661             | 609,488          |
| 1989年（平成元年） | 105,236                 | 135,566                 | 473,870                 | 0                       | 714,672                 | 24,275             | 738,947          |
| 1990年（平成2年）  | 113,911                 | 168,578                 | 503,139                 | 0                       | 785,628                 | 26,914             | 812,542          |
| 1991年（平成3年）  | 125,900                 | 193,371                 | 532,328                 | 0                       | 851,599                 | 27,412             | 879,011          |
| 1992年（平成4年）  | 133,166                 | 211,596                 | 554,314                 | 0                       | 899,076                 | 43,525             | 672,941          |
| 1993年（平成5年）  | 145,873                 | 233,826                 | 574,847                 | 0                       | 954,546                 | 29,635             | 984,181          |
| 1994年（平成6年）  | 143,265                 | 233,441                 | 564,071                 | 0                       | 940,777                 | 28,560             | 969,337          |
| 1995年（平成7年）  | 144,509                 | 241,119                 | 572,295                 | 0                       | 957,923                 | 30,917             | 988,840          |
| 1996年（平成8年）  | 141,099                 | 242,599                 | 564,696                 | 0                       | 948,394                 | 32,661             | 981,055          |
| 1997年（平成9年）  | 147,135                 | 231,856                 | 551,070                 | 0                       | 930,061                 | 32,351             | 962,412          |
| 1998年（平成10年） | 151,592                 | 226,981                 | 534,095                 | 0                       | 912,668                 | 31,323             | 943,991          |
| 1999年（平成11年） | 140,851                 | 230,611                 | 520,199                 | 0                       | 891,661                 | 31,927             | 923,588          |
| 2000年（平成12年） | 134,129                 | 233,543                 | 527,835                 | 0                       | 895,507                 | 31,545             | 927,052          |
| 2001年（平成13年） | 134,117                 | 230,105                 | 509,483                 | 0                       | 873,705                 | 35,136             | 908,841          |
| 2002年（平成14年） | 130,162                 | 222,074                 | 492,087                 | 0                       | 844,323                 | 32,310             | 876,633          |
| 2003年（平成15年） | 129,204                 | 215,765                 | 472,095                 | 0                       | 817,064                 | 31,705             | 848,769          |
| 2004年（平成16年） | 131,904                 | 202,724                 | 458,227                 | 0                       | 792,855                 | 20,132             | 812,987          |
| 2005年（平成17年） | 131,388                 | 202,396                 | 456,021                 | 0                       | 789,805                 | 18,670             | 808,475          |
| 2006年（平成18年） | 134,969                 | 196,445                 | 441,971                 | 0                       | 773,385                 | 20,766             | 794,151          |
| 2007年（平成19年） | 131,058                 | 186,451                 | 432,135                 | 0                       | 749,644                 | 20,350             | 769,994          |
| 2008年（平成20年） | 138,319                 | 186,462                 | 418,433                 | 0                       | 743,214                 | 20,237             | 763,451          |
| 2009年（平成21年） | 137,997                 | 177,289                 | 394,706                 | 0                       | 709,992                 | 23,261             | 733,253          |
| 2010年（平成22年） | 125,327                 | 165,173                 | 364,988                 | 0                       | 655,488                 | 22,811             | 677,299          |
| 2011年（平成23年） |                         |                         |                         |                         |                         |                    |                  |
| 2012年（平成24年） | 139,293                 | 167,364                 | 380,123                 | 0                       | 686,780                 | 21,768             | 708,548          |
| 2013年（平成25年） | 140,085                 | 169,403                 | 389,483                 | 0                       | 698,971                 | 22,444             | 721,415          |
| 2014年（平成26年） | 146,277                 | 172,947                 | 372,387                 | 0                       | 691,611                 | 23,397             | 715,008          |
| 2015年（平成27年） | 151,884                 | 169,102                 | 369,272                 | 0                       | 690,258                 | 22,956             | 713,214          |
| 2016年（平成28年） | 152,532                 | 162,233                 | 357,245                 | 0                       | 672,010                 | 23,194             | 695,204          |
| 2017年（平成29年） | 147,895                 | 161,602                 | 352,170                 | 0                       | 661,667                 | 21,754             | 683,421          |
| 2018年（平成30年） | 146,266                 | 162,663                 | 347,838                 | 0                       | 656,767                 | 22,827             | 679,594          |
| 2019年（令和元年） | 136,681                 | 134,861                 | 299,248                 | 0                       | 570,790                 | 18,181             | 588,971          |
| 2020年（令和2年）  |                         |                         |                         |                         |                         |                    |                  |

## 駅一覧
- 線路 … ∥：複線区間、◇・｜：単線区間（◇は列車交換可能）、∨：ここより下は単線
- *印の駅は国鉄丸森線時代から存在した駅（東船岡駅は当時「横橋駅」と称していた）。
- 全列車が各駅停車。

| 駅名                     | 営業キロ | 営業キロ | 接続路線・備考                                                                         | 線路 | 所在地 | 所在地        |
| 駅名                     | 駅間     | 累計     | 接続路線・備考                                                                         | 線路 | 所在地 | 所在地        |
| ------------------------ | -------- | -------- | -------------------------------------------------------------------------------------- | ---- | ------ | ------------- |
| 福島駅                   | -        | 0.0      | 東日本旅客鉄道： 東北新幹線・東北本線・奥羽本線（山形新幹線・山形線） 福島交通：飯坂線 | ∥    | 福島県 | 福島市        |
| （矢野目信号場）         | -        | 4.7      | 東北本線との施設上の分岐点                                                             | ∨    | 福島県 | 福島市        |
| 卸町駅                   | 5.6      | 5.6      |                                                                                        | ｜   | 福島県 | 福島市        |
| 福島学院前駅             | 0.9      | 6.5      |                                                                                        | ｜   | 福島県 | 福島市        |
| 瀬上駅                   | 1.0      | 7.5      |                                                                                        | ◇    | 福島県 | 福島市        |
| 向瀬上駅                 | 1.1      | 8.6      |                                                                                        | ｜   | 福島県 | 福島市        |
| 高子駅                   | 1.5      | 10.1     |                                                                                        | ◇    | 福島県 | 伊達市        |
| 上保原駅                 | 1.4      | 11.5     |                                                                                        | ｜   | 福島県 | 伊達市        |
| 保原駅                   | 1.3      | 12.8     |                                                                                        | ◇    | 福島県 | 伊達市        |
| 大泉駅                   | 1.1      | 13.9     |                                                                                        | ｜   | 福島県 | 伊達市        |
| 二井田駅                 | 1.5      | 15.4     |                                                                                        | ◇    | 福島県 | 伊達市        |
| 新田駅                   | 1.6      | 17.0     |                                                                                        | ｜   | 福島県 | 伊達市        |
| 梁川駅                   | 1.3      | 18.3     |                                                                                        | ◇    | 福島県 | 伊達市        |
| やながわ希望の森公園前駅 | 1.7      | 20.0     |                                                                                        | ｜   | 福島県 | 伊達市        |
| 富野駅                   | 2.1      | 22.1     |                                                                                        | ◇    | 福島県 | 伊達市        |
| 兜駅                     | 3.1      | 25.2     |                                                                                        | ｜   | 福島県 | 伊達市        |
| あぶくま駅               | 4.2      | 29.4     |                                                                                        | ｜   | 宮城県 | 伊具郡 丸森町 |
| 丸森駅*                  | 8.1      | 37.5     |                                                                                        | ◇    | 宮城県 | 伊具郡 丸森町 |
| 北丸森駅                 | 1.7      | 39.2     |                                                                                        | ｜   | 宮城県 | 伊具郡 丸森町 |
| 南角田駅                 | 2.4      | 41.6     |                                                                                        | ｜   | 宮城県 | 角田市        |
| 角田駅*                  | 1.7      | 43.3     |                                                                                        | ◇    | 宮城県 | 角田市        |
| 横倉駅                   | 1.9      | 45.2     |                                                                                        | ｜   | 宮城県 | 角田市        |
| 岡駅*                    | 2.5      | 47.7     |                                                                                        | ｜   | 宮城県 | 角田市        |
| 東船岡駅*                | 3.6      | 51.3     |                                                                                        | ◇    | 宮城県 | 柴田郡 柴田町 |
| 槻木駅*                  | 3.6      | 54.9     | 東日本旅客鉄道：東北本線                                                               | ｜   | 宮城県 | 柴田郡 柴田町 |